# Marcial Catalán
Marcial Catalán (San Blas de los Sauces, 25 de mayo de 1859 - La Rioja, 15 de agosto de 1942) fue un abogado y político argentino, que ejerció como juez y brevemente como gobernador de su provincia natal, La Rioja.
Se graduó de abogado en la Universidad Nacional de Córdoba, donde fue compañero de estudios de los también riojanos Joaquín V. González, Guillermo Correa, Adán Quiroga y Ramón J. Cárcano. De regreso a su provincia, fue miembro de la Comisión Provincial de Educación y profesor del Colegio Nacional.
Fue miembro del Superior Tribunal de Justicia hasta 1898, cuando junto con Filomeno de la Colina se negaron a convalidar abusos de parte del gobernador Francisco Vicente Bustos; la Legislatura los suspendió por medio de un juicio político. Un grupo opositor aprovechó la crisis para lanzarse a la revolución contra Bustos, que fue expulsado violentamente del cargo y huyó de la provincia. El 23 de mayo, Catalán fue nombrado gobernador provisorio por los revolucionarios, y acto seguido pidió la intervención federal de su provincia. El Congreso sancionó la intervención y envió a Benjamín Figueroa para ocupar el gobierno, el cual asumió el mando el día 2 de junio. Catalán fue sometido a proceso, pero tras varias vicisitudes fue repuesto en su cargo de vocal del Tribunal de Justicia.
Entre 1902 y 1908 fue presidente del Consejo de Educación y representó a su provincia en varios tratados de límites interprovinciales. En 1926 publicó Vida institucional de La Rioja, en que historiaba la revolución radical de 1895 y las intervenciones federales ordenadas por el presidente Hipólito Yrigoyen.
Falleció en la ciudad de La Rioja en agosto de 1942.